# Alzoniella elliptica
Alzoniella elliptica is een slakkensoort uit de familie van de Hydrobiidae. De wetenschappelijke naam van de soort is voor het eerst geldig gepubliceerd in 1874 door Paladilhe.